# کروبیلوویتسه
کروبیلوویتسه (به لهستانی:  Krobielowice) یک روستا در لهستان است که در گمینا کانت وروتسواوسکیه واقع شده‌است.